# 吉田家
吉田家（よしだけ）は、卜部氏の流れをくむ公家・華族の家。公家としての家格は半家、華族としての爵位は子爵。

## 歴史
京都室町小路にあった自宅の敷地を足利義満にゆずったことで知られる家祖・吉田兼煕は、吉田神社の社務であることにちなんで家名を「吉田」とした。この兼煕は神祇大副や侍従を務め、卜部氏として始めて公卿に昇った。
5代兼倶は唯一神道を創始、既存の伊勢神宮系の神職と激しく対立しながら、後土御門天皇を信者に得て勢力を拡大して「神祇管領長上」という新称号を自称した。以後神祇伯の白川家を駆逐して全国の神社に対する支配を広げていった。
9代兼見に至って織田信長の推挙により堂上家の家格を獲得した。近衛前久に家礼として仕え、明智光秀と深い親交のあった兼見の日記『兼見卿記』は、織豊政権期の研究に必須の一級史料となっている。神職における吉田家の優位は江戸時代になって、寛文5年（1665年）の諸社禰宜神主法度で確定する。
歴代当主は神祇管領長上を称し、正二位神祇大副を極位極官とした。江戸時代の家禄は760石。分家として、江戸時代初期に萩原家が出ている。
明治2年（1869年）に6月17日の行政官達で公家と大名家が統合されて華族制度が誕生する吉田家も旧公家として華族に列した。
明治3年12月10日に定められた家禄は、現米で438石4斗。明治9年8月5日の金禄公債証書発行条例に基づき家禄と引き換えに支給された金禄公債の額は1万9197円92銭（華族受給者中236位）。明治前期の当主良義の住居は東京府麹町区壱番町にあった。
明治17年（1884年）7月7日の華族令の施行で華族が五爵制になると、同月8日に大納言直任の例がない旧堂上家として良義に子爵が授けられた。良義の夫人静子は岩倉具視三女。
良義が明治23年に死去した後には良正が爵位と家督を相続。良正が大正2年に死去した後には良兼が爵位と家督を相続。良兼は皇子傅育官、掌典、侍従、陸軍主計中尉などを歴任した。
吉田子爵家の邸宅は昭和前期には東京市牛込区市谷仲之町にあった。

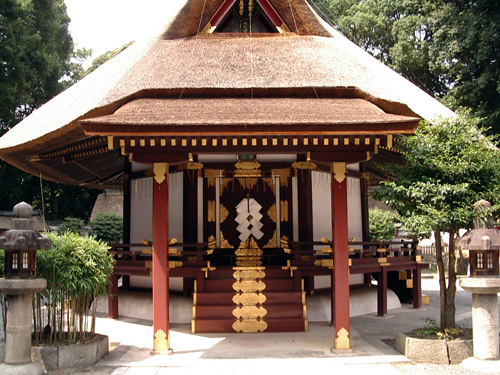
吉田神社（京都府京都市左京区）